# Open Language Archives Community
L'Open Language Archives Community (OLAC, en français : « communauté ouverte des archives linguistiques ») est un partenariat international d'institutions et d'individus fondé en 2000, visant à créer une bibliothèque virtuelle mondiale de ressources linguistiques. Les informations sont stockées en format XML et sont hébergées par le Linguistic Data Consortium (en) de l'université de Pennsylvanie.
L'OLAC informe sur les meilleures pratiques d'archivage et s'emploie à promouvoir l'interopérabilité entre les archives linguistiques.

## Histoire
À partir de la mi-décembre 2000, les données du catalogue sont mises en correspondance avec le Dublin Core en utilisant le format XML requis par l'Open Archives Initiative (OAI), et l'OLAC est enregistrée auprès de l'OAI en tant que fournisseur de données.
À partir de mars 2001, les données du catalogue sont mises en correspondance avec la version bêta du jeu de métadonnées de l'OLAC et une nouvelle version est publiée.
En janvier 2002, la phase pilote est lancée, en conservant les normes de la version 0.3 pendant une année.
Début 2003, les normes de l'OLAC sont affinées une nouvelle fois sur la base des expériences faites durant la phase pilote. La phase opérationnelle débute avec la publication de la version 1.0 des standards.